# Carl David Anderson
Carl David Anderson (New York, 3 settembre 1905 – San Marino, 11 gennaio 1991) è stato un fisico statunitense.

## Biografia

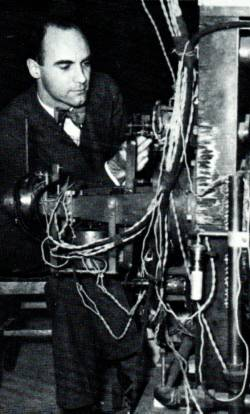
Carl David Anderson

Nato da genitori svedesi immigrati nei primi anni del '900 negli Stati Uniti, è noto per aver dimostrato che l'irraggiamento della luce solare può trasformarsi in elettricità, grazie alla distribuzione spaziale degli elettroni. Lo dedusse facendo emettere raggi X da diversi gas eccitati, riscontrando una distribuzione non uniforme della radiazione emessa.
Nel 1932, a seguito delle sue costanti ricerche in ascensione stratosferica, scoprì l'esistenza del positrone, confermando la teoria di Paul Dirac.
Nel 1936, insieme con il suo studente Seth Neddermeyer, scoprì quello che sarà in seguito chiamato muone; si aggiudicò il premio Nobel per la fisica (insieme a Victor Franz Hess), all'età di trentun anni.
Nel 1937 riconobbe la presenza di mesoni nel gruppo duro dei raggi cosmici.
Dal 1939 fu docente presso il California Institute of Technology di Pasadena.
Nel 1950 fu eletto membro della American Academy of Arts and Sciences.
Nel 1975 ricevette il Golden Plate Award dell'American Academy of Achievement.
Nel 1984 morì la moglie Lorraine.
Nel 1991 morì all'età di 85 anni e fu sepolto nel Forest Lawn Memorial Park di Hollywood Hills, Los Angeles.